# Šahovski romantizam
Šahovski romantizam je način kako se igrao šah. Prevladavao je u 19. stoljeću. Svojstveni su mu bile žrtve i otvorene taktične igre. Pobjeda je bila sekundarna stvar prema pobjedi sa stilom, zapravo, smatralo se nešportskim odbiti gambit (žrtvu pješaka ili ine figure da bi se dobilo napad). Nije slučajnost da su najomiljenija otvaranja koje su igrali šahovski romantici bili prihvaćeni kraljev gambit i prihvaćeni Evansov gambit. Najveći igrači romantizma bili su Adolf Anderssen, Paul Morphy i Henry Blackburne. Romantični način igranja je efektivno završio na najvišoj razini sa Steinitzom koji je s više pozicijskim pristupom, slomio sve svoje suvremenike i ušao u doba suvremenog šaha.
Zadnji veliki šahovski romantici bili su ruski šahist Mihail Čigorin i srpski Bora Kostić.